# Duclair
Pour l’article ayant un titre homophone, voir Duclert.
Duclair est une commune française située dans le département de la Seine-Maritime en région Normandie.

## Géographie

### Localisation
| Épinay-sur-Duclair Sainte-Marguerite-sur-Duclair | Saint-Paër            |                              |
| Le Trait                                         | Duclair               | Saint-Pierre-de-Varengeville |
| Yainville Jumièges Le Mesnil-sous-Jumièges       | Anneville-Ambourville | Berville-sur-Seine           |

Elle est située sur la route des Abbayes (entre l'abbaye Saint-Georges de Boscherville et l'abbaye de Jumièges) et au départ de la route des Fruits (Le Mesnil-sous-Jumièges, Jumièges).

### Hydrographie
La commune est située dans le bassin Seine-Normandie. Elle est drainée par la Seine, l'Austreberthe, le fossé 02 de la Commune de Berville-sur-Seine et le ruisseau Sainte-Austreberthe,,.
La Seine, qui prend sa source à Source-Seine, en Côte-d'Or, sur le plateau de Langres, traverse le département avec de larges méandres sur son flanc sud et se jette dans la Manche entre Le Havre et Honfleur. 
L'Austreberthe, d'une longueur de 18 km, prend sa source dans la commune de Sainte-Austreberthe et se jette  dans la Seine sur la commune, après avoir traversé sept communes. Les caractéristiques hydrologiques de l'Austreberthe sont données par la station hydrologique située sur la commune de Saint-Paër. Le débit moyen mensuel est de 1,73 m3/s. Le débit moyen journalier maximum est de 11,4 m3/s, atteint lors de la crue du 26 décembre 1999. Le débit instantané maximal est quant à lui de 18,7 m3/s, atteint le 11 mai 2000.

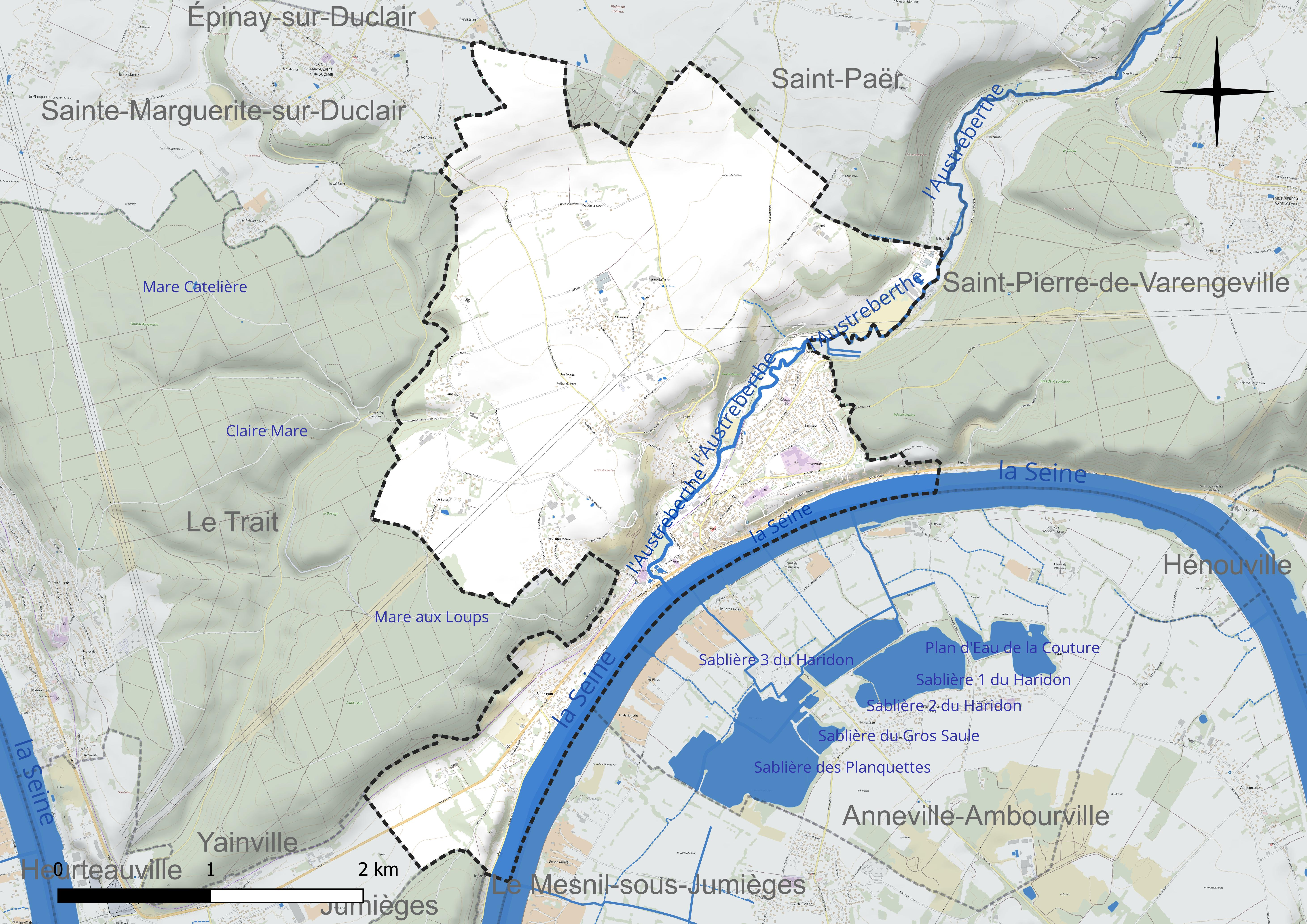
Réseau hydrographique de Duclair.

### Climat
Pour des articles plus généraux, voir Climat de la Normandie et Climat de la Seine-Maritime.
En 2010, le climat de la commune est de type climat océanique altéré, selon une étude du CNRS s'appuyant sur une série de données couvrant la période 1971-2000. En 2020, Météo-France publie une typologie des climats de la France métropolitaine dans laquelle la commune est exposée à un climat océanique et est dans la région climatique Côtes de la Manche orientale, caractérisée par un faible ensoleillement (1 550 h/an) ; forte humidité de l’air (plus de 20 h/jour avec humidité relative > 80 % en hiver), vents forts fréquents. Parallèlement le GIEC normand, un groupe régional d’experts sur le climat, différencie quant à lui, dans une étude de 2020, trois grands types de climats pour la région Normandie, nuancés à une échelle plus fine par les facteurs géographiques locaux. La commune est, selon ce zonage, exposée à un « climat contrasté des collines », correspondant au Pays d’Auge, Lieuvin et Roumois, moins directement soumis aux flux océaniques et connaissant toutefois des précipitations assez marquées en raison des reliefs collinaires qui favorisent leur formation.
Pour la période 1971-2000, la température annuelle moyenne est de 10,8 °C, avec une amplitude thermique annuelle de 12,7 °C. Le cumul annuel moyen de précipitations est de 801 mm, avec 12,4 jours de précipitations en janvier et 8,1 jours en juillet. Pour la période 1991-2020, la température moyenne annuelle observée sur la station météorologique la plus proche, située sur la commune de Jumièges à 7 km à vol d'oiseau, est de 12,2 °C et le cumul annuel moyen de précipitations est de 843,5 mm,. Pour l'avenir, les paramètres climatiques de la commune estimés pour 2050 selon différents scénarios d’émission de gaz à effet de serre sont consultables sur un site dédié publié par Météo-France en novembre 2022.

### Milieux naturels et biodiversité
La commune fait partie du parc naturel régional des Boucles de la Seine normande.
Le canard de Duclair est une race de canard originaire de la région.

## Urbanisme

### Typologie
Au 1er janvier 2024, Duclair est catégorisée bourg rural, selon la nouvelle grille communale de densité à sept niveaux définie par l'Insee en 2022.
Elle appartient à l'unité urbaine de Duclair, une unité urbaine monocommunale constituant une ville isolée,. Par ailleurs la commune fait partie de l'aire d'attraction de Rouen, dont elle est une commune de la couronne,. Cette aire, qui regroupe 317 communes, est catégorisée dans les aires de 200 000 à moins de 700 000 habitants,.

### Occupation des sols
L'occupation des sols de la commune, telle qu'elle ressort de la base de données européenne d’occupation biophysique des sols Corine Land Cover (CLC), est marquée par l'importance des territoires agricoles (66,6 % en 2018), en diminution par rapport à 1990 (73,4 %). La répartition détaillée en 2018 est la suivante : 
terres arables (40,8 %), zones urbanisées (22,6 %), prairies (16,1 %), zones agricoles hétérogènes (9,8 %), forêts (5,4 %), eaux continentales (5 %), milieux à végétation arbustive et/ou herbacée (0,5 %). L'évolution de l’occupation des sols de la commune et de ses infrastructures peut être observée sur les différentes représentations cartographiques du territoire : la carte de Cassini (XVIIIe siècle), la carte d'état-major (1820-1866) et les cartes ou photos aériennes de l'IGN pour la période actuelle (1950 à aujourd'hui).

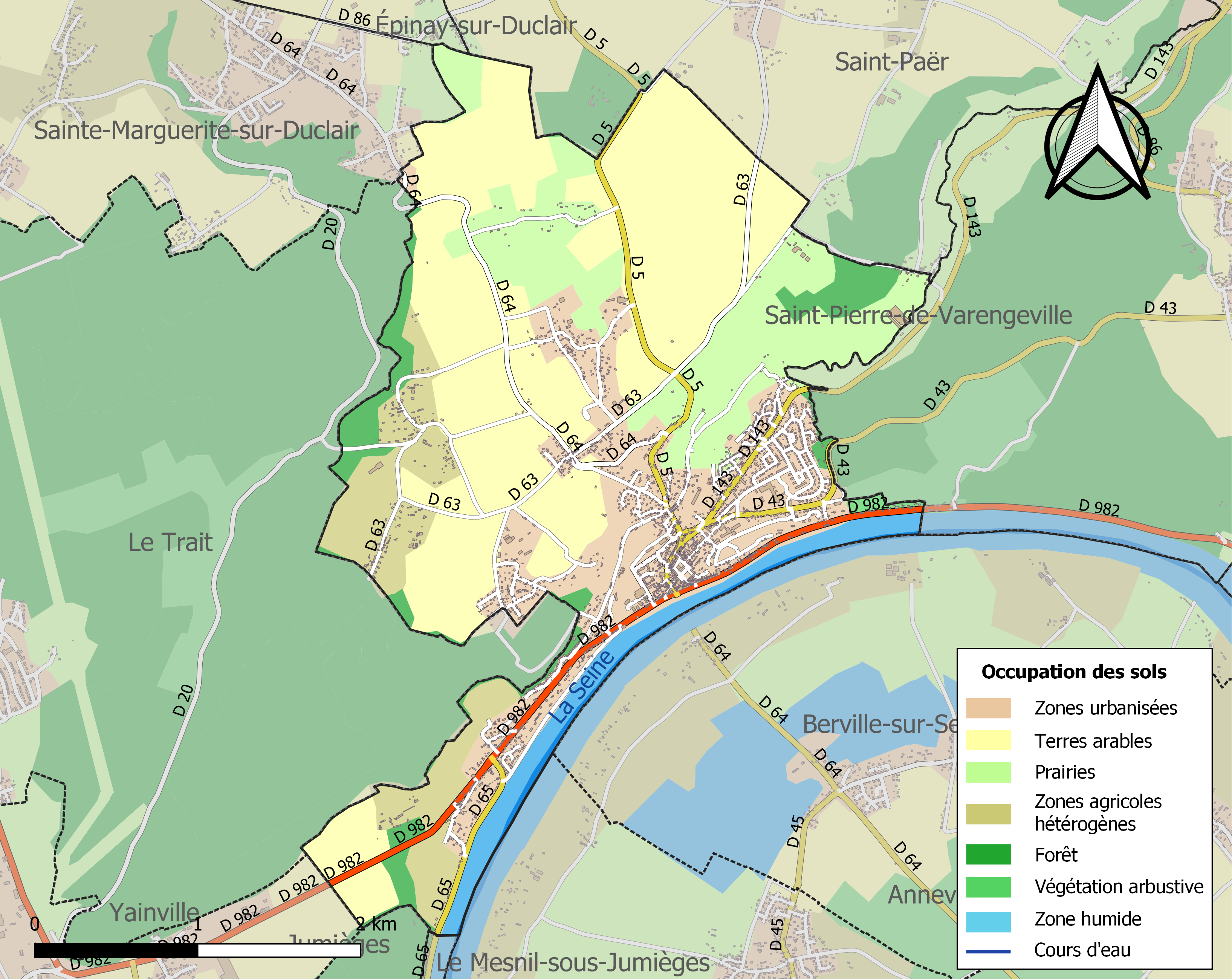
Carte des infrastructures et de l'occupation des sols de la commune en 2018 (CLC).

### Lieux-dits et écarts
Le Cat Rouge, le Bocage, les Monts, le Maupas, la Grand Mare, le Claquemeure (château), le Vaurouy (ruines de l'église Notre-Dame), Saint-Paul (lieu d'implantation d'une maladrerie disparue), le Bas Aulnay, Val de Mare.

### Voies de communication et transports

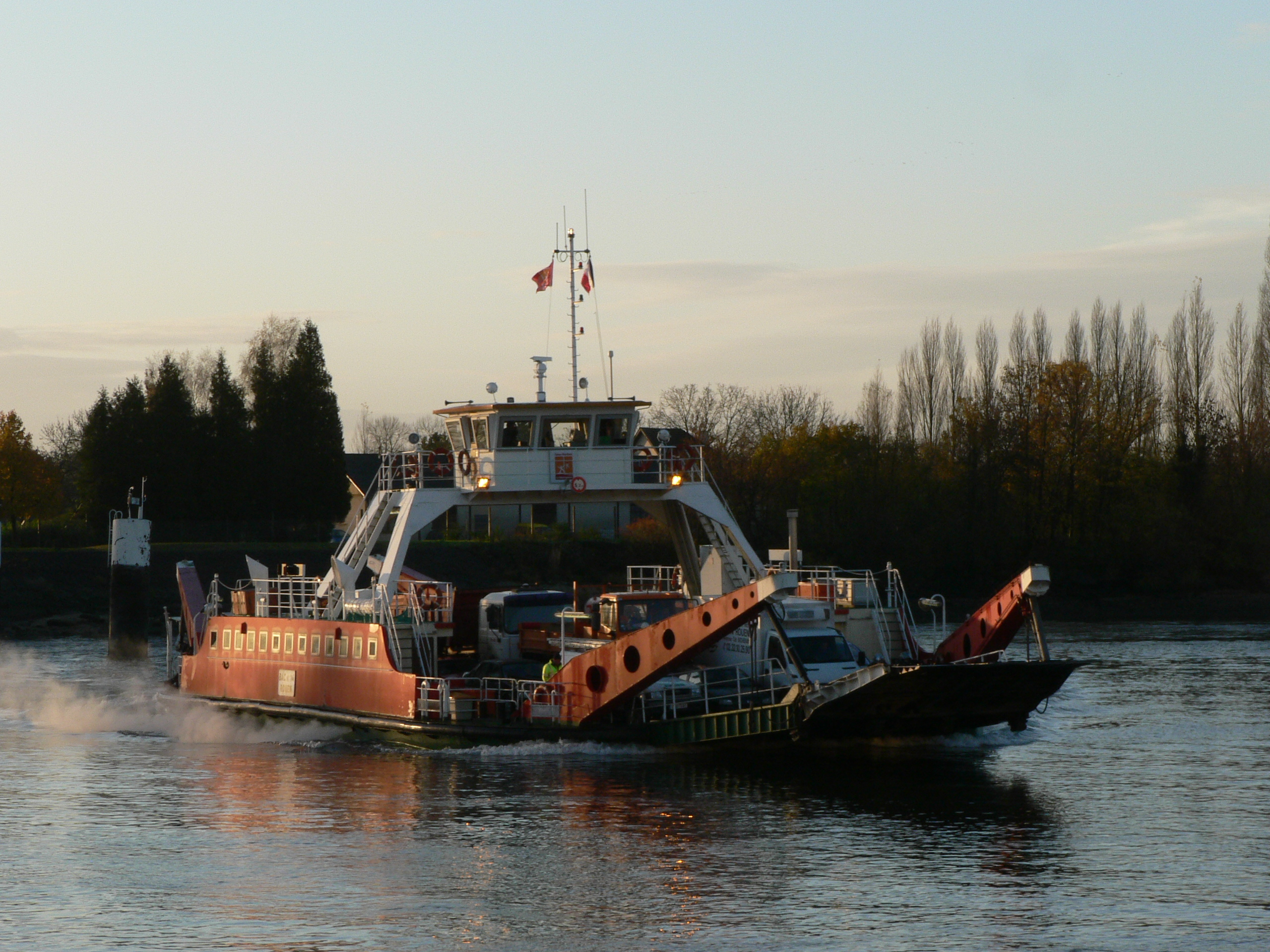
Bac 14 entre Berville-sur-Seine et Duclair en 2006.

Duclair est reliée à Rouen et au Havre par la route départementale 982.
À Duclair est exploité, par le département de Seine-Maritime, un bac maritime permettant la traversée de la Seine pour les automobiles et les poids lourds.
Les ponts les plus proches permettant de traverser la Seine sont le pont de Brotonne à Caudebec-en-Caux et le pont Gustave-Flaubert à Rouen.

## Toponymie
Le nom de la localité est attesté sous les formes De Prædio Durclaro vers 860 ; Durclerum vers 1025; De portu villæ Durcleri en 1135; Durclarum en 1156 ; Durclerum et Super stagnum Durcleri entre 1172 et 1178; In molendinis Ducleri entre 1180 et 1190 ; In parrochia Durclari en 1190 ; Apud Durcler en 1198 ; De Duclaro au XIIe siècle ; Baronnie de Duclair au XVIIe siècle ; A Duclaro début XIIIe siècle ; De Durclaro en 1212;  Calceata portus de Duclaro en 1217; In parrochia Sancti Dyonisii Duclari en 1129; Molendina de Duclaro en 1238 ; Duclarum en 1337 ; Ecclesia de Duclaro vers 1240 ; Apud Ducler en 1264 ; De Ducler en 1404 ; Bourgage de Duclair entre 1422 et 1463 ; Apud Duclarum en 1265 (Bonnin 501, 516) ; Ducler en 1403 et en 1431 (Longnon 10, 77); Saint Denis de Ducler en 1552 ; Saint Denys de Duclair en 1717; Duclair en 1715 (Frémont) ; Ducler en 1757 (Cassini) ; Duclair en 1953.
D'après le nom, vers 811, de l'ancienne paroisse Duroclarus, du gaulois duros, « forteresse » et du  latin clarus « clair ». Les Gaulois blanchissaient à la chaux leurs remparts de bois.

## Histoire

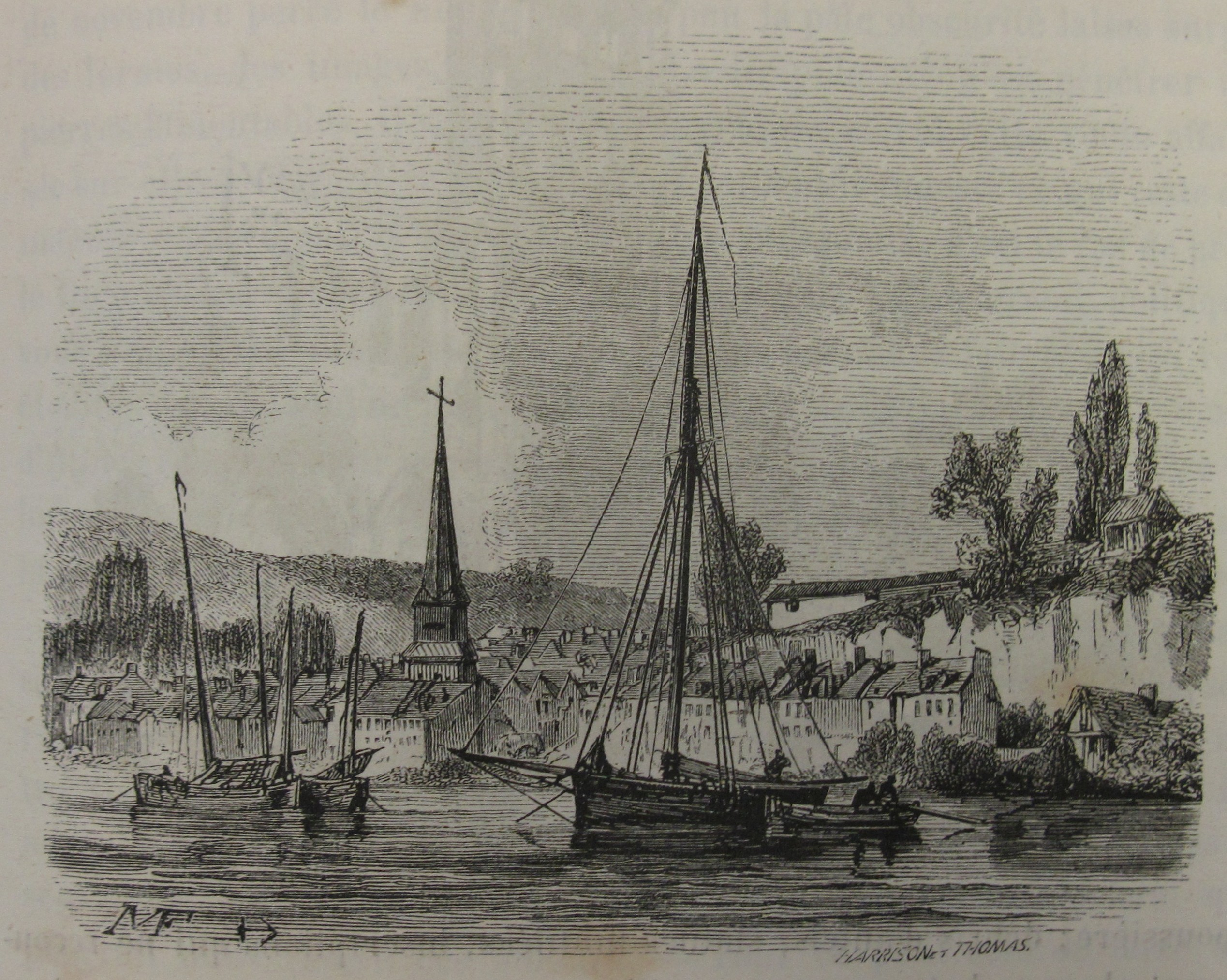
Vue de Duclair par Léon Morel-Fatio vers 1840.

La commune résulte de la fusion des deux anciennes paroisses de Duclair et du Vaurouy en 1825 (« Val Rouil » en 1469).
Existence d'une église et d'un monastère d'hommes en 671 ; l'abbaye fut détruite par les Normands au IXe siècle. Ravages de la peste au XIe siècle.
Le baron de Duclair est cité parmi les guerriers de Hastings (1066). Occupé par les Anglais en 1360. Peste en 1479. Fabrique importante de bière aux XVe et XVIe siècles. Léproserie, jusqu'à la Révolution, au mont Davilette.
Une affaire va marquer l'histoire de la commune en 1841, c'est l'affaire Delouard. Il s'agissait du curé de Duclair, Amable Parfait Delouard, qui est accusé de pédophilie. Il sera d'ailleurs condamné à l'exposition publique et à la prison à perpétuité. Cette affaire a même eu un retentissement dans toute la France.
Une ligne de chemin de fer reliant Barentin et Duclair est inaugurée le 20 juin 1881.

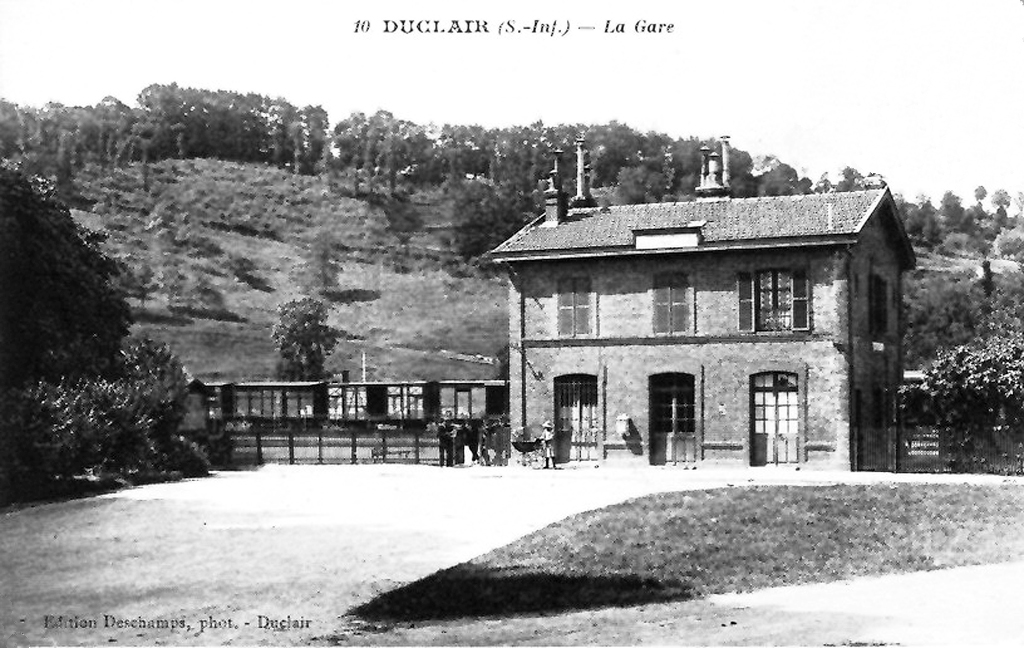
L'ancienne gare de Duclair.

La clouterie Mustad est fondée en 1891. Elle est victime d'un violent incendie en avril 1893.
Le 22 août 1896, la municipalité reçoit le président Félix Faure accompagné du ministre des Affaires étrangères, Gabriel Hanotaux.
Le 4 juin 1910, au retour de deux années éprouvantes d'expédition polaire en Antarctique, le commandant Charcot mouille le Pourquoi Pas ? devant Duclair pour permettre à l'équipage de retrouver leurs familles qui seules, ont été prévenues de cette escale. Dans la nuit, escorté de deux torpilleurs, le navire remontera vers Rouen pour y recevoir un accueil triomphal.
Un violent orage le 17 juillet 1910 provoque le débordement de l'Austreberthe qui inonde la commune.
En 1928, l'hôtel de ville et la salle des fêtes sont inaugurés en présence du ministre de l'Intérieur Albert Sarraut.
Des bombardements durant la Seconde Guerre mondiale visent le bac. Le 11 juillet 1943, la clouterie est bombardée. L'hôtel de ville est détruit lors du bombardement du 19 avril 1944.
Le nouvel hôtel de ville est inauguré le 15 mai 1960 (architectes : André Le Bugle, Lamy et Neuville).

## Politique et administration

### Tendances politiques et résultats
Lors des élections municipales de 2020 dans la Seine-Maritime, la liste menée par le maire sortant Jean Delalandre (LR) — mais dont la liste se revendiquait sans étiquette —, a remporté le scrutin dès le premier tour, avec 55,66 % des suffrages exprimés et 22 sièges, suivie par les listes menées par Lukas Blanpain (DVG, 37,97 %, 5 sièges) et par Virginie Macé (ex élue de la majorité, fille du maire 2008-2014, 6,36 %), lors d'un vote marqué par 48,25 % d'abstention

### Administration municipale
Le nombre d'habitants à Duclair étant supérieur à 3 500 et inférieur à 4 999, le nombre de conseillers municipaux est de vingt-sept.

### Jumelages
Ronnenberg (Allemagne) depuis 1968.

## Équipements et services publics

### Espaces publics
La commune est classée « trois fleurs » au Concours des villes et villages fleuris.

### Enseignement
La commune relève de l'Académie de Normandie.
Il y a dans la commune trois établissements scolaires : 
- une école maternelle ;
- une école primaire ;
- un collège Gustave-Flaubert.

### Postes et télécommunications
Duclair dispose d'un bureau de poste.

## Population et société

### Démographie
L'évolution du nombre d'habitants est connue à travers les recensements de la population effectués dans la commune depuis 1793. Pour les communes de moins de 10 000 habitants, une enquête de recensement portant sur toute la population est réalisée tous les cinq ans, les populations de référence des années intermédiaires étant quant à elles estimées par interpolation ou extrapolation. Pour la commune, le premier recensement exhaustif entrant dans le cadre du nouveau dispositif a été réalisé en 2005.

En 2022, la commune comptait 4 017 habitants, en évolution de −4,31 % par rapport à 2016 (Seine-Maritime : +0,35 %, France hors Mayotte : +2,11 %).
| 1793  | 1800  | 1806  | 1821  | 1831  | 1836  | 1841  | 1846  | 1851  |
| ----- | ----- | ----- | ----- | ----- | ----- | ----- | ----- | ----- |
| 1 587 | 1 380 | 1 320 | 1 260 | 1 602 | 1 750 | 1 790 | 1 817 | 1 929 |

| 1856  | 1861  | 1866  | 1872  | 1876  | 1881  | 1886  | 1891  | 1896  |
| ----- | ----- | ----- | ----- | ----- | ----- | ----- | ----- | ----- |
| 1 800 | 1 802 | 1 810 | 1 825 | 1 840 | 1 913 | 1 932 | 1 920 | 1 951 |

| 1901  | 1906  | 1911  | 1921  | 1926  | 1931  | 1936  | 1946  | 1954  |
| ----- | ----- | ----- | ----- | ----- | ----- | ----- | ----- | ----- |
| 2 039 | 2 102 | 2 014 | 2 113 | 2 114 | 2 237 | 2 140 | 2 219 | 2 332 |

| 1962  | 1968  | 1975  | 1982  | 1990  | 1999  | 2005  | 2006  | 2010  |
| ----- | ----- | ----- | ----- | ----- | ----- | ----- | ----- | ----- |
| 2 492 | 2 705 | 2 975 | 3 487 | 3 822 | 4 163 | 4 094 | 4 100 | 4 134 |

| 2015  | 2020  | 2022  | - | - | - | - | - | - |
| ----- | ----- | ----- | - | - | - | - | - | - |
| 4 214 | 4 010 | 4 017 | - | - | - | - | - | - |

### Sports et loisirs
- Athlétisme, tennis, football, handball, judo, pétanque.
- Sentier de grande randonnée GR 2.

### Vie associative
- Maison des jeunes et de la culture

### Cultes
Duclair appartient à la paroisse catholique Saint-Philibert de Duclair – Boucles de Seine qui fait partie du doyenné Rouen-Ouest de l'archidiocèse de Rouen.

### Médias
- Le quotidien Paris Normandie et l'hebdomadaire Le Courrier cauchois relatent les informations locales.
- La commune est située dans le bassin d'émission de la chaîne de télévision France 3 Normandie.
- Le Journal de Duclair, hebdomadaire conservateur paraissant le mardi, fut édité de 1887 à 1940 par l'imprimerie du Pilote, à Caudebec-en-Caux.
- L'Avenir de Duclair, hebdomadaire républicain, fut fondé en 1887 par M. Bretteville, à Yvetot, et ne résista pas à la concurrence de son rival conservateur.

## Économie

### Entreprises et commerces
- Marché le mardi.

## Culture locale et patrimoine

### Lieux et monuments

#### L'église Saint-Denis

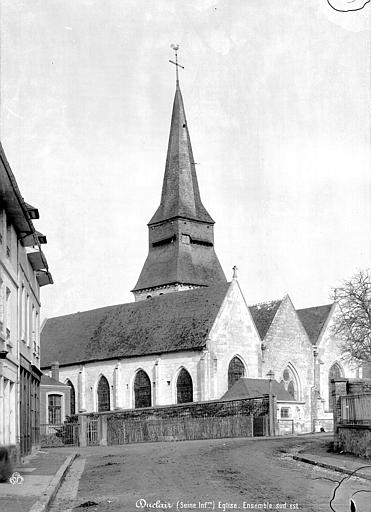
L'église Saint-Denis.

- Église Saint-Denis à trois nefs. Nef principale du XIe siècle, clocher du XIIe siècle, portail Renaissance. Vitraux des XVe et XVIe siècles restaurés par Max Ingrand.

#### Le monument aux morts
Le monument aux morts inauguré en 1921 est dû à Alphonse Guilloux et Louis Rose.

#### Le château du Taillis
- Le château du Taillis au hameau Saint-Paul
Bâti sur les fondations d’une maison forte du XIIIe siècle, le château du Taillis a été édifié vers 1530 par Jehan du Fay du Tailly. La façade sculptée présente des blasons seigneuriaux ainsi que des niches et des pilastres.
Après une construction inachevée, le corps central fut agrandi par l'adjonction de deux pavillons au XVIIe siècle et finalisé par de nouvelles ailes au XVIIIe siècle.
Certains des plus beaux arbres de la région rayonnent dans le parc du château du Taillis.
Parsemé de massifs, de plates-bandes et de dépendances telles que l'orangerie en temple gréco-romain ou les écuries bâties dans une chapelle du XVIe siècle, toute la symbolique et l'esprit des parcs du XVIIIe siècle y sont implantés.

#### Le Musée août 44
- Dans les écuries du château est installé depuis juin 2004 le Musée août 44 « L'enfer sur la Seine » : la bataille de Normandie s'est terminée sur les rives de la Seine. Fin août 1944, ce sont des dizaines de milliers de soldats allemands qui tentent de fuir l'avancée des Alliés, mais les ponts et bacs détruits en bordure de Seine ralentissent leur retraite.
Pendant plusieurs jours, les avions et l'artillerie pilonnent les troupes massées au bord du fleuve causant des pertes en hommes et en matériels très importantes.
Les armées anglo-canadiennes combattent victorieusement les derniers bastions de défense allemande, les conduisant par la suite à la libération tant attendue des populations civiles.

#### La Cour du Mont
La Cour du Mont est située sur les hauteurs de Duclair au hameau des Monts. Elle surplombe la vallée de la Seine.

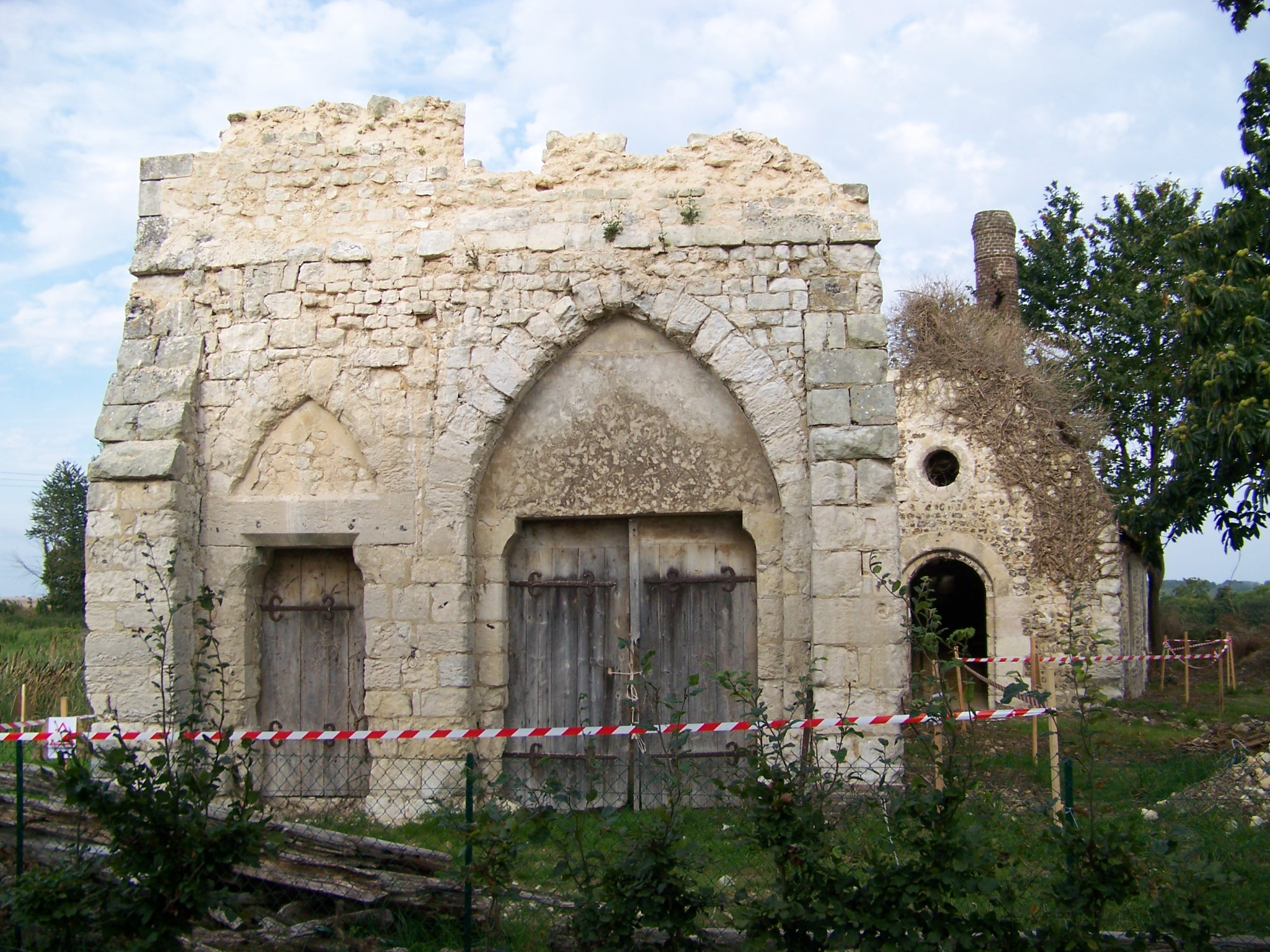
La Porterie et la chapelle Sainte-Austreberthe.

Au Moyen Âge, la Cour du Mont, siège de la baronnie de Duclair, était une dépendance de l'abbaye de Jumièges toute proche. Le domaine était chargé d'assurer l'approvisionnement agricole des moines. Pendant un temps assigné, le moine ou le fermier responsable du domaine agricole devait fournir une quantité de blé, d'avoine ou de seigle aux religieux de Jumièges.
D'abord désignée par le terme de « grange » au XIIe siècle, la Cour du Mont fut ensuite appelée « Manoir ou Grange du Mont de Duclair » au XIVe siècle.
Un manoir fut construit vers le XVe siècle mais il disparut dans un incendie en 1981.
Le domaine s'est donc développé et au XVIIe siècle, on pouvait compter entre dix et quinze bâtiments construits à la Cour du Mont. Une chapelle Sainte-Austreberthe et une porterie avec un grenier constituaient l'entrée du domaine qui s'étendait sur près de neuf hectares. On avait ensuite sous les yeux des granges, une bergerie, des étables, des écuries, une porcherie, un colombier, un poulailler et des remises.
Aujourd'hui, il ne reste plus que la grange dîmière (propriété de la commune de Duclair), la chapelle et la porterie (mises à la disposition de la Maison des jeunes et de la culture de Duclair).

#### Le château du Cat Rouge
Le château, construit en 1776, est propriété privée. Les bas-reliefs des frontons seraient issus du château de Belbeuf.

#### Espaces verts
L'Archipel des eaux mêlées est un jardin paysager ouvert en 2004 à l'emplacement de l'ancienne clouterie Mustad.

### Patrimoine culturel
C'est ici qu'est née la race du canard de Duclair.

### Personnalités liées à la commune
- André Marescot (1709-1780), né à Duclair, curé de Saint-Nicaise à Rouen et professeur de théologie.
- L'ingénieur Jean Laporte (1859-1933), maire de Duclair, y est mort.
- Clarin Mustad (1871-1948), industriel norvégien.
- Le peintre Paul Mascart (1874-1958) habita Duclair.
- L'organiste Gabriel d'Alençon (1891-1956) est né à Duclair.
- Le musicien Pierre Villette (1926-1998) est né à Duclair, près de la Cour du Mont.

### Héraldique
| Armes de Duclair | Les armes de la commune de Duclair se blasonnent ainsi : Coupé : au 1er parti au I d'azur à l'oie contournée en vol d'argent, au II d'argent au pommier de sinople, fruité de gueules, fûté de sable et posé sur une terrasse herbeuse de sinople, au 2e d'azur à trois poissons contournés d'argent, 2 et 1. |

### Au cinéma
- Sous le signe du poisson (1991) de Serge Pénard avec Jean Lefebvre et Daniela Akerblom